# Slaughter and May
Slaughter and May è una società multinazionale di studi legali con sede nel borgo londinese di Islington ed uffici all'estero a Bruxelles, Hong Kong e Pechino.
Fa parte del Magic Circle, gruppo informale dei cinque più prestigiosi studi legali britannici, in cui, quantunque ultima quanto a fatturato complessivo (600,4 milioni di £), è stabilmente prima quanto a profitti per partner (2 200 000 di sterline per capita).

## Storia
Slaughter and May fu fondata il 1º gennaio 1889 dagli avvocati William Capel Slaughter e William May. Il primo ufficio dell'azienda era ubicato al numero 18 di Austin Friars, nella Città di Londra (dal 2002 è stato trasferito a One Bunhill Row, nell'area di Saint Luke's confinante con la City). Nel 1974, con l'apertura di un ufficio a Hong Kong, è diventato il primo studio legale londinese a stabilirsi nella città-Stato. Negli anni '80 e '90, la società ha preso parte ad una serie di privatizzazioni nel Regno Unito, tra cui quelle di British Airways, British Gas e British Steel.
Rispetto alle altre società del Magic Circle, Slaughter and May ha una presenza fisica minima all'estero, la sua attività internazionale poggiandosi in gran parte su di una rete di studi legali locali in altri ordinamenti (tra cui BonelliErede in Italia).